# Edgemont (serie de televisión)
Edgemont es una serie de televisión canadiense/estadounidense  que se transmitió de 2001 a 2005. Se giró en torno a las relaciones cotidianas de los adolescentes en Edgemont, un suburbio ficticio de Vancouver, Columbia Británica.
El espectáculo de 30 minutos se adentró en la vida de los estudiantes de McKinley High School. Las parcelas que figura el romance, las intrigas, los celos y todos los demás elementos característicos de la escena adolescente escolar y secundaria. También exploraron diversas cuestiones sociales, tales como el racismo y la homosexualidad.
Edgemont debutó el 4 de enero de 2001, en la televisora canadiense CBC, y emitió su episodio final el 21 de julio de 2005. Hubo un total de 70 episodios durante las cinco temporadas, la quinta temporada se mostró libre de comerciales en el CBC. La serie fue creada por Ian Weir , quien también fungió como productor ejecutivo junto con Michael Chechik. Se rodó en el sótano de los Estudios CBC  en el centro de Vancouver.
El N (ahora TeenNick ) emitió nuevos episodios de Edgemont en las noches de los lunes del 1 de abril al 27 de mayo de 2002. Luego se trasladó a sábados por la noche del 1 junio al 22 de junio de 2002. En el otoño la temporada 2002-2003, se trasladó al miércoles por la noche del 20 de noviembre de 2002 hasta el 30 de abril de 2003. En las últimas temporadas, se trasladó al jueves por la noche del 25 de septiembre de 2003 hasta el 25 de mayo de 2006.
El programa se convirtió en un éxito moderado en Canadá, incluyendo Quebec, donde la serie ha sido doblada al francés, y también se emitió en los Estados Unidos (anteriormente) en Fox Family Channel. Hoy vuelve a ejecutar el aire en los EE. UU. en algunas estaciones locales y nacionales episodios de back-to-back al aire el domingo por la mañana en la Me-TV , como parte de la red de E/I -el mandato de programación. También se transmitió en varios otros países, como Francia.

## Trama
La primera temporada de trama se centra en la relación y posterior ruptura, de Jen y Mark. Marcos comienza a perseguir a Laurel, y empiezan una relación en la segunda temporada. La relación es de roca, debido a los objetivos muy diferentes de los dos. Mark y Laurel finalmente romper la relación, pero tratar de seguir siendo amigos.
También hay argumentos secundarios, como la manipulación de Anika de sus compañeros y amigos, varios proyectos sociales de Craig bien intencionados pero fallido, la crisis de Shannon la sexualidad, el divorcio de Mark, Travis, y los padres de Kat, y el surgimiento y la caída de Chris popularidad. Muchos problemas sociales, tales como los prejuicios, el divorcio, la sexualidad y embarazo en la adolescencia, se tratan durante la carrera de la serie.

## Reparto
Al final del funcionamiento de la demostración, los miembros del reparto regulares fueron los siguientes:
- Dominic Zamprogna — Mark Deosdade
- Sarah Lind — Jen MacMahon
- Kristin Kreuk — Laurel Yeung
- P.J. Prinsloo — Chris Laidlaw
- Grace Park — Shannon Ng
- Richard Kahan — Gil Kurvers
- Micah Gardener — Craig Woodbridge
- Jessica Lucas — Bekka Lawrence
- Daniella Evangelista — Tracey Antonelli
- Chas Harrison — Kevin Michelsen
- Elana Nep — Erin Woodbridge
- Chiara Zanni — Maggie Buckman
- Meghan Black — Kat Deosdade
- Vanessa King — Anika Nedeau
- Chelan Simmons- Crystal
- Myles Ferguson - Interpretó a Scott durante toda la primera temporada, pero murió en un accidente automovilístico poco después de terminar la filmación de la primera temporada. El primer episodio de la segunda temporada fue dedicada a él en los créditos finales.
- Sarah Edmondson  — Stevie
- Britt Irvin  — Paige Leckie (Solo en la Cuarta temporada)

- Datos: Q2517929